# AIR-G’洞爺中継局
AIR-G’洞爺中継局（エアージーとうやちゅうけいきょく）は、北海道虻田郡洞爺湖町花和の旧虻田町域にあるエフエム北海道（AIR-G'）の中継局である。ここでは2015年9月1日に開局したNHK室蘭放送局のFM放送中継局についても記述する。

## 概要
AiR-G'洞爺中継局
後志管内や洞爺湖畔地域などでの難聴地域を解消することと、有珠山噴火時の情報提供を行うことを目的に、2001年11月15日に開局した。エフエム北海道にとって、町村部で唯一の中継局であり、他放送局との相乗りがない中継局でもある。ただ、局舎と鉄塔は元々、北海道テレメッセージの洞爺無線基地局（ポケットベル用の基地局）として1997年に完成したものであり、2000年の会社清算・基地局が廃局となるまで使用していた。その廃局となった基地局施設をエフエム北海道に譲渡する形で設備を改修し、送信機・受信アンテナ・送信アンテナを追加して設置された。
NHK室蘭放送局洞爺FM中継局
本来この地域は室蘭送信所の電波を受信できる地域だが、洞爺湖畔地域では受信状況が悪化する場合があるため、2014年11月になって開局する計画が持ち上がり、2015年8月12日に本免許交付、同年9月1日に開局した。

## 中継局概要
| 周波数 （MHz） | 放送局名                      | 空中線 電力 | ERP  | 放送対象地域 | 放送区域 内世帯数 | 偏波面   | 開局日          |
| -------------- | ----------------------------- | ----------- | ---- | ------------ | ----------------- | -------- | --------------- |
| 81.6           | NHK 室蘭FM                    | 100W        | 160W | 胆振・日高   | 約3,500世帯       | 不明     | 2015年 9月1日   |
| 86.5           | エフエム北海道 愛称「AIR-G’」 | 100W        | 250W | 北海道       | 14,332世帯        | 水平偏波 | 2001年 11月15日 |

- 中継局置局住所は、AIR-G'洞爺中継局が虻田郡洞爺湖町字花和4番地30号（洞爺テレビ中継局（洞爺湖町旭浦）とは別の場所）、NHK洞爺FM中継局は未定。尚、NHK-FMとAIR-G'では電波の送信方向が若干異なる。

## 放送エリア
- NHK-FMの放送エリアは洞爺湖町、壮瞥町、豊浦町のほぼ全域。
- AIR-G'の放送エリアは洞爺湖町、壮瞥町、留寿都村のほぼ全域、倶知安町、ニセコ町、京極町、真狩村の一部地域。
- NORTH WAVEは設置されていない。

## 備考
- wi-radioは、近隣のザ・ウィンザーホテル洞爺リゾート&スパの屋上から20Wで送信している[4][5]。